# Knížecí-biskupské lyceum (Freising)
Knížecí-biskupské lyceum (německy Fürstbischöfliches Lyceum) byla vysoká škola s přidruženým gymnáziem v bavorském Freisingu v Německu, fungující mezi léty 1695 a 1803. Dodnes se zachoval komplex lycea s cenným Asamovým divadlem (něm. Asamsaal).

Vysoká škola s gymnáziem byla založena roku 1695 knížetem-biskupem Johannem Franzem Eckherem von Kapfing und Liechteneck na Mariánském náměstí (Marienplatz). Lyceum bylo spravováno benediktinským řádem. Byly zde publikovány mnohé odborné práce. Jedná se o barokní budovu o čtyřech křídlech s dlouhým průčelím, navrženou stavitelem Antoniem Rivou, který se ve Freisingu podílel i na stavbě barokní věže kostela sv. Jiřího. Západní křídlo pochází z let 1707 až 1709, křídlo východní z roku 1737. Od roku 1764 bylo budováno jižní křídlo. V západním křídle se nachází Asamovo divadlo (Asamsaal) se stropní freskou od Hanse Georga Asama a štukovou výzdobou od Nikolause Liechtenfurtnera. Sekularizace knížecího biskupství Freising z roku 1802 vedlo k okamžitému uzavření vysoké školy. Asamsaal začal být využíván nejprve jako studovna, po přestavbě jako soudní sál a v neposlední řadě dokonce jako tělocvična místní reálné školy. Roku 1834 zde vzniklo nové lyceum zaštiťované králem. Neslo název Königlich Bayerisches Lyceum (česky Královské bavorské lyceum). V roce 1923 došlo k přejmenování školského ústavu na Filozoficko-teologickou vysokou školu Freising, která ve Freisingu fungovala do roku 1969.

Dnes je celý objekt v majetku města Freising. Roku 1975 byl kompletně renovován Asamsaal, který je dnes používán ke koncertům či přednáškám. Mezi léty 1977 a 1978 byla opravena fasáda. Od roku 1965 v budově bývalého lycea sídlí městské muzeum.

14. dubna 2016 rozhodla městská rada o rozsáhlé sanaci objektu, která probíhá od roku 2017. Financována je 950 tisíci eury, které poskytlo Bavorské ministerstvo pro vědu a umění. Objekt je památkově chráněn.

## Galerie

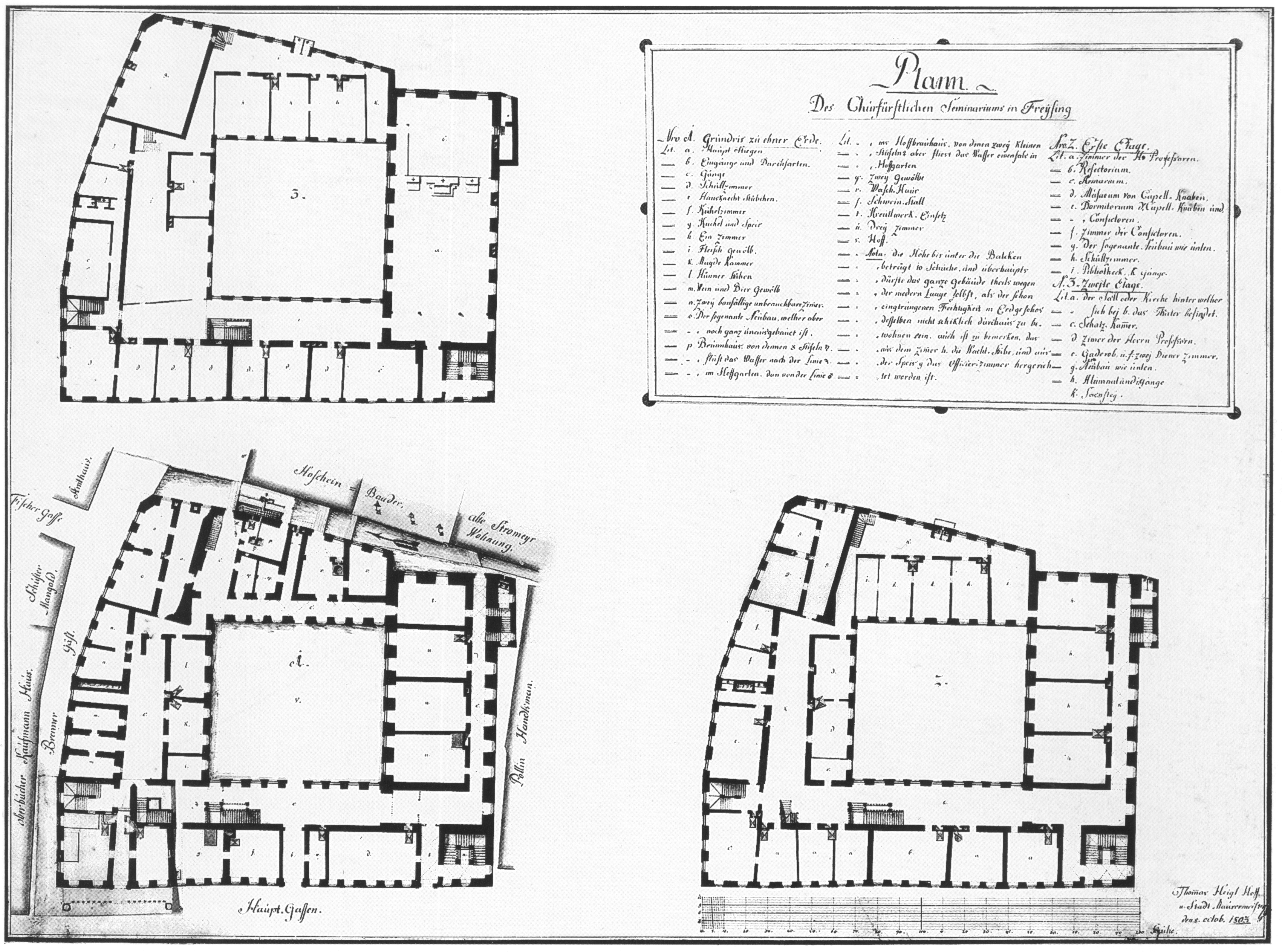
Půdorys
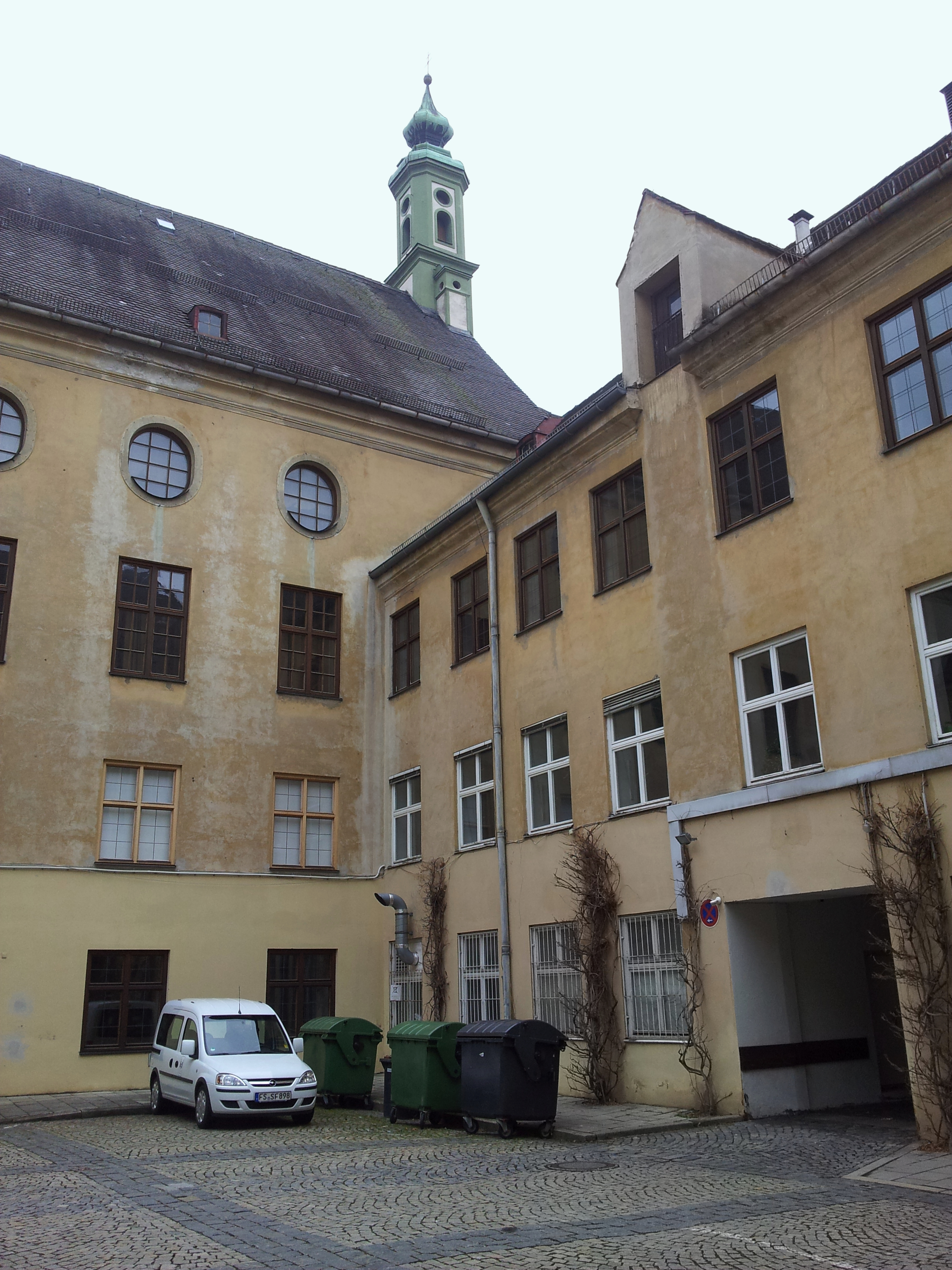
Nádvoří
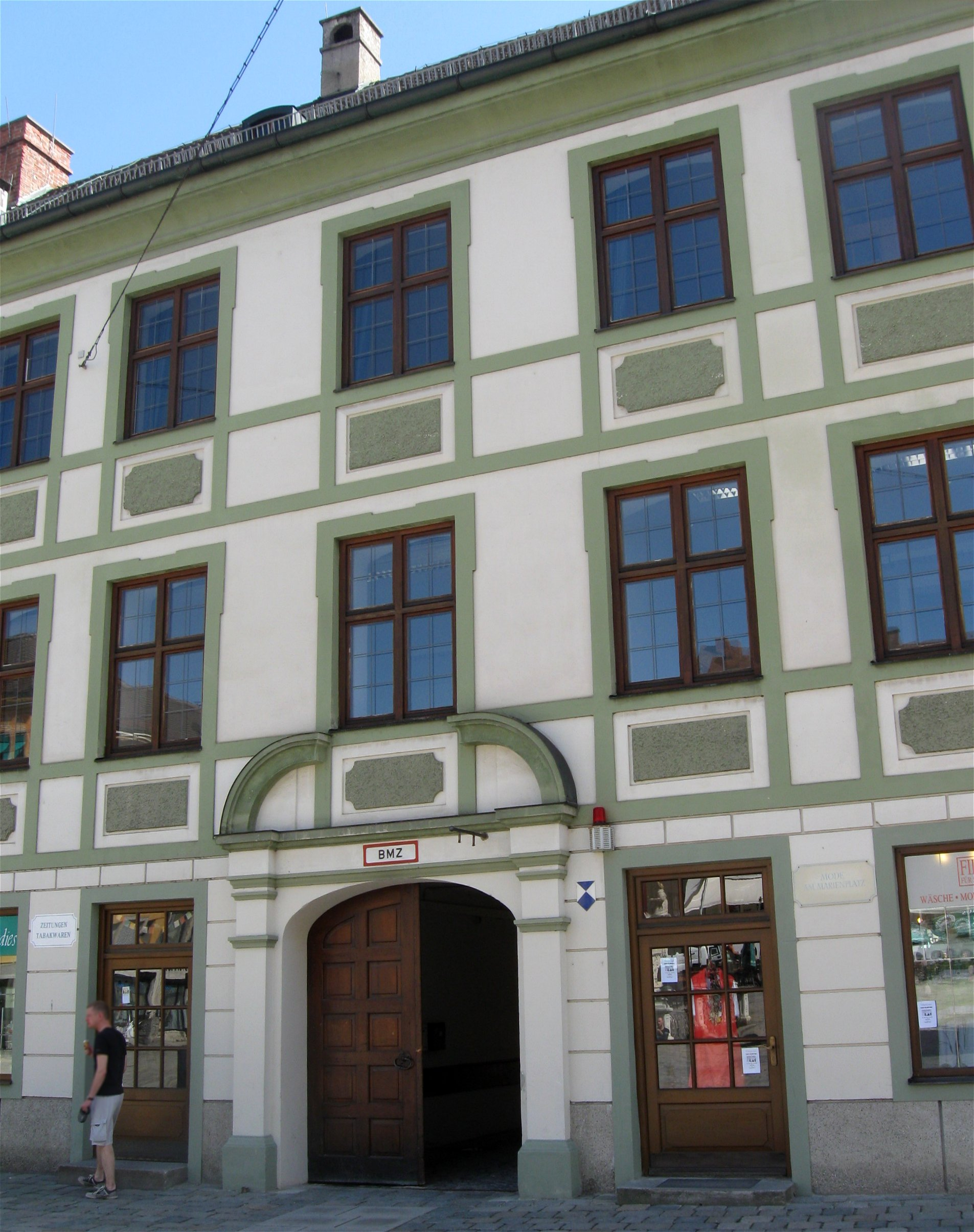
Detail vchodu